# Altopascio
Altopascio est une commune italienne de la province de Lucques dans la région Toscane en Italie.

## Géographie
Altopascio se trouve à une altitude de 19 m au-dessus du niveau de la mer dans la plaine de Lucques, à environ 15 km à l'est de la capitale provinciale Lucques.

### Hameaux
Spianate, Badia Pozzeveri, Marginone

### Communes limitrophes
Bientina, Capannori, Castelfranco di Sotto, Chiesina Uzzanese, Fucecchio, Montecarlo, Porcari

## Histoire
Déjà habité à l'époque romaine, Altopascio a gagné en importance grâce à son hospice (mentionné pour la première fois en 1084) pour les pèlerins qui voyageaient sur la via Francigena, menant de Canterbury, via la France, à Rome. C'est ainsi qu'est né l'ordre de Saint-Jacques d'Altopascio (en) fondé par Mathilde de Toscane entre 1070 et 1080 ; il fut l'un des premiers ordres militaires. Il a existé pendant quatre cents ans, au cours desquels il a exercé une influence sociale, politique et militaire considérable et, bien qu'il ait gagné du terrain dans différents pays européens, il a conservé ses liens étroits avec la ville où il a été fondé.
L'hospice déclina à partir du XVIe siècle, jusqu'à ce que le grand-duc Pierre Léopold le supprime en 1773, pour favoriser celui de Pescia.
La ville est aussi célèbre pour la bataille d'Altopascio (en) en 1325, au cours de laquelle le chef gibelin Castruccio Castracani a vaincu les guelfes florentins dirigés par Raimond de Cardona. Grâce à sa victoire, il devint duc de Lucques.

### Chevaliers du Tau ou Hospitaliers de Saint-Jacques
Les Chevaliers du Tau sont probablement l’ordre religieux de chevalerie le plus ancien d’Europe. En plus d'assister les pèlerins, les frères s'occupaient également de l'entretien des routes et des bateaux de transport ; en outre, ils se sont également occupés de la construction et de l'entretien des ponts, ce qui témoigne du haut niveau technique et organisationnel atteint.
Ils portaient un long manteau noir ou gris foncé sur lequel se trouvait la croix de saint Antoine, semblable à la lettre grecque tau. Outre le symbolisme religieux, il s'agissait également d'une référence emblématique aux outils de travail qu'ils utilisaient comme l'alêne et le marteau, mais aussi la béquille qui impliquait le soutien offert aux pèlerins.

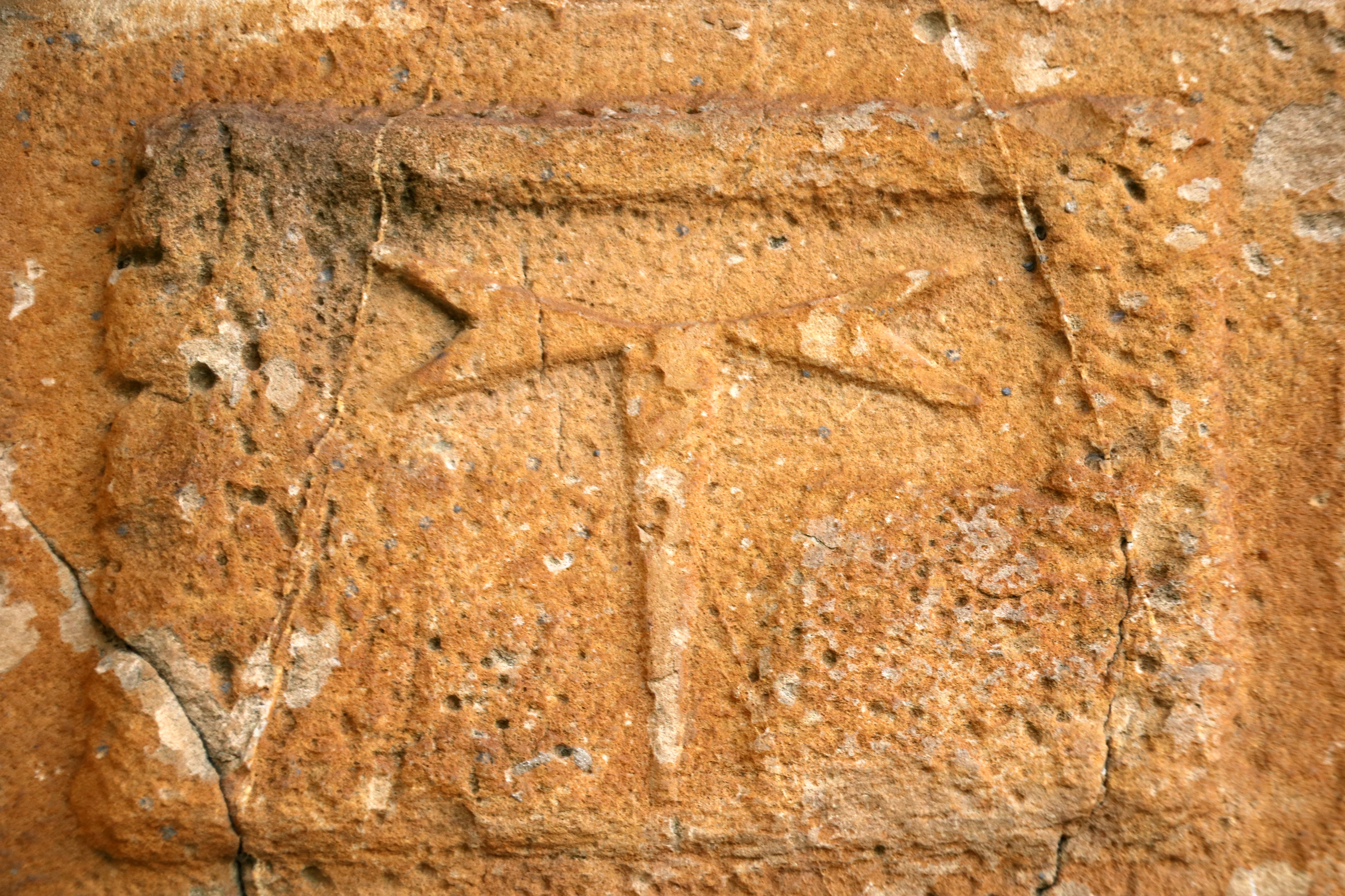
Le tau sculpté à la base du clocher.
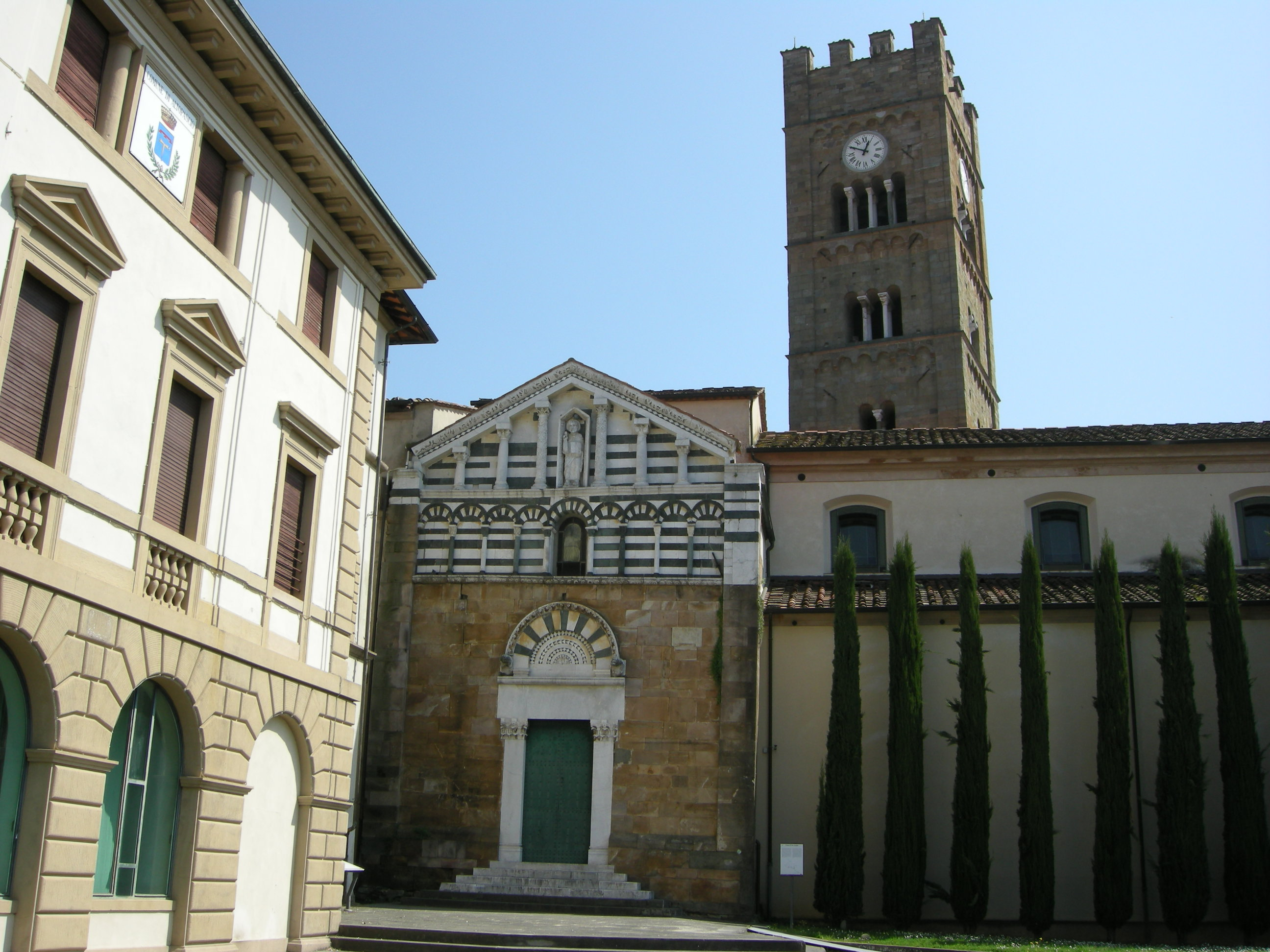
L'église des Saints-Jacques-Christophe-et-Gilles (chiesa dei Santi Jacopo, Cristoforo ed Eligio).

## Administration
| Période                           | Période  | Identité        | Étiquette                                           | Qualité |
| --------------------------------- | -------- | --------------- | --------------------------------------------------- | ------- |
| juin 2016 (réélu en octobre 2021) | En cours | Sara D'Ambrosio | liste civique de centre gauche : Viviamo Altopascio |         |

## Jumelages
- El Perelló (Espagne)
- Saint-Gilles (France)

## Personnalités
- Piergiuseppe Scardigli, historien et linguiste, né à Altopascio.

## Source
- (en) Cet article est partiellement ou en totalité issu de l’article de Wikipédia en anglais intitulé « Altopascio » (voir la liste des auteurs).

### Articles liés
- Église Saint-Jacques-du-Haut-Pas